# Break Down/Break your name/Summer Revolution
〈Break Down/Break your name/Summer Revolution〉(브레이크 다운/브레이크 유얼 네임/서머 레벌루션)은 일본의 음악 그룹 AAA의 스물한 번째 싱글이다. 2009년 7월 29일에 에이벡스 트랙스에서 발매됐다.

## 개요
- 사이후 운과의 스플릿 싱글이 되고 있다.
- 3곡이 A면에서 수록되어있는 트리플 A면 싱글이다.
- mu-mo 샵 한정반이 총 10종 발매했으며, 총 14종으로 발매됐다.
- 2009년 6월 24일에 〈Break Down/Summer Revolution〉이 발매예정이였지만, 2009년 5월 21일 발매연기로 수록 변경을 발표했다. 〈Break your name〉가 새롭게 추가됐으며, 〈Break Down/ Break your name/ Summer Revolution〉이라는 제목이 됐으며, 2009년 7월 29일로 발매결정이 발표됐다.
- 아카사카 사카스, 한큐 니시노미야 가든즈, a-nation 구마모토 회장(구마모토 현 농업공원), 라조나 가와사키에서 싱글 발매 기념 미니라이브와 하이터치 & 선물회가 열렸다.
- 이 싱글 이후의 CD 초회반에만 총 8종으로 각 멤버+전체 멤버 중에서 랜덤으로 1장의 트레이딩 카드가 봉입되게 됐바.

### 수록곡에 대해서
- Break Down/AAA
  - AAA의 멤버 아타에 신지로가 출연하는 드라마 마이니치 방송 · TBS 외 연속극 《제왕》의 주제가이다.
  - 2009년 7월 15일 착신음이 선행 공개가 됐다.

- Break your name/사이후 운
  - AAA의 남성 멤버가 부르고 있다고 하는 사이후 운의 데뷔곡이다.
  - 후지 TV 계열 《HEY!HEY!HEY!MUSIC CHAMP》 2 · 3월 닫는 곡이다.
  - 2009년 2월 28일에 레코초쿠에서 비디오 클립이 공개됐다.
  - 2009년 2월 28일에 레코초쿠의 비디오 클립의 일간 순위 1위를 차지했다.

- Summer Revolution/AAA
  - 여성 멤버 우노 미사코와 이토 치아키가 부르며, 남성 멤버가 백댄서로 춤추고 있다.
  - 프로미스 그룹 타이업 CM송(2009년 7월 30일 ~), CM에는 멤버 전원이 출연.
  - TOKYO MX 2009년 고교야구 동·서 도쿄 도 대회 테마곡.
  - 2009년 7월 22일 착신은 선행 공개.

## 수록 내용

### CD+DVD Break Down ver.
CD
1. Break Down
  - 작사: leonn / 랩 가사: 히다카 미츠히로 / 작곡: 후지스에 미키 / 편곡: ArmiSlick

마이니치 방송 · TBS 외 연속극 《제왕》 주제가
2. Break your name
  - 작사: leonn / 랩 가사: 히다카 미츠히로 / 작곡: BOUNCEBACK / 편곡: tasuku

후지 TV 계열 《HEY!HEY!HEY!MUSIC CHAMP》 2 · 3월 닫는 곡
3. Summer Revolution
  - 작사: leonn / 작곡: BOUNCEBACK / 편곡: ats-

프로미스 그룹 CM송
TOKYO MX 2009년 고교야구 동·서 도쿄 도 대회 테마곡
4. Break Down (Instrmental)
5. Break your name (Instrmental)
6. Summer Revolution (Instrmental)

DVD
1. Break Down.(Music Clip)
2. Break Down (off shot)

### CD+DVD Break your name ver.
CD
1. Break Down
2. Break your name
3. Summer Revolution
4. Break Down (Instrmental)
5. Break your name (Instrmental)
6. Summer Revolution (Instrmental)

DVD
1. Break your name (Music Clip)
2. Break your name (2009.4.29 C.C.Lemon 홀 LIVE)

### CD+DVD Summer Revolution ver.
CD
1. Break Down
2. Break your name
3. Summer Revolution
4. Break Down (Instrmental)
5. Break your name (Instrmental)
6. Summer Revolution (Instrmental)

DVD
1. Summer Revolution (Music Clip)
2. Summer Revolution (off shot)

### CD ONLY
1. Break Down
2. Break your name
3. Summer Revolution
4. Break Down (Broken Deep Mix)
5. Break Down (TOKIMA TOKIO Summer Of Love Mix)
6. Break your name (Break the limit Mix)
7. Break your name (YUKSEK Mix)
8. Summer Revolution (Summer Splash Mix)
9. Break Down (Instrumental)
10. Break your name (Instrumental)
11. Summer Revolution (Instrumental)

### CD ONLY mu-mo샵 한정반
1. Break Down [4:48]
2. Break your name  [4:22]
3. Summer Revolution  [4:43]
4. AAA -depArture rAdio pArty- 1 [12:25]
5. AAA -depArture rAdio pArty- 2 [14:39]

- 전국 투어 《AAA TOUR 2009 -A depArture pArty-》의 각 장소에서 방송하고 있던 AAA 오리지널 라디오 방송 《AAA -depArture rAdio pArty-》를 2공연분씩 수록되고 있기 때문에 《AAA -depArture rAdio pArty- 1》부터 《AAA -depArture rAdio pArty- 20》까지 있다. 총 10종 발매. 1종의 CD에 전체 공연분의 수록은 되어있지 않다. 모든 것을 열기 위해서는 전체를 모두 살 필요가 있다.